# 劉喜海
劉喜海（1793年—1852年），字燕庭，一作燕亭，又字吉甫，山東諸城人，祖籍江南省砀山县（明弘治间始祖福公自南直隶砀山县迁山东诸城县）。清朝政治人物。

## 生平
太子太保、體仁閣大學士劉墉之從孫。乾隆五十八年（1793年）生。嘉慶二十一年（1816年）舉人，以蔭生任戶部郎中。道光十七年（1837年）官汀州府知府，擢甘肅鞏秦階道。道光二十五年（1845年）任四川按察使。個性昏聵顢頇，在川兩年，嚴酷鎮壓啯噜，甚至是草菅人命。道光二十七年（1847年）秋，赴浙江，任布政使，兼署浙江巡撫。因與巡撫吳文鎔不合，遂以「風雅好古」為由被解職。精心博古，好搜奇書，有多種宋本《史記》，數十種宋刻的唐人文集。咸豐二年（1852年）卒。著有《金石苑》、《海東金石存考》、《海東金石苑》、《嘉蔭簃論泉截句》等。

## 家族
曾祖父劉統勳。从祖父劉墉。父劉鐶之。

## 外部連結
- (清)劉喜海[] - 中央研究院歷史語言研究所 - 明清檔案工作室

| 官衔          | 官衔                                         | 官衔          |
| ------------- | -------------------------------------------- | ------------- |
| 前任： 慕維德 | 汀州府知府 道光十三－十六年 （1833－1836年） | 繼任： 陸我嵩 |